# William Accambray
William Accambray, född 8 april 1988 i Cannes, är en fransk handbollsspelare. Han är högerhänt och spelar i anfall som vänsternia. Han spelar för Saran Loiret HB och för Frankrikes landslag.

## Handbollskarriär

### Klubblagsspel
William Accambray spelade i flera klubbar som ungdomsspelare men hans moderklubb var ASPTT Grasse HB.
Efter att han spelat en säsong som senior i det franska klubblaget HB Mougins Mouans-Sartoux Mandelieu (HB3M) kom Accambray inför säsongen 2005/2006 till Montpellier HB.

### Landslagsspel
22 mars 2009 debuterade Accambray för Frankrikes A-landslag i en landskamp mot Lettland.
Accambray var med i truppen som vann guld i EM 2010 i Österrike.
2011 deltog Accambray i VM i Sverige där han tog guld.

## Familj
William Accambray är son till Jacques och Isabelle Accambray. Fadern var fransk landslagsman och rekordhållare i spjutkastning som aktiv; modern var fransk landslagskvinna och rekordhållare i diskuskastning under sin aktiva karriär. William Accambrays tre år yngre yngre bror Michaël Accambray spelar volleyboll i det franska klubblaget Centre National de Volley-Ball i Championnat de Ligue B som är Frankrikes näst högsta serie i volleyboll.